# Angolas flag
Angolas flag blev første gang taget i brug, da landet blev uafhængigt 11. november 1975.
Flaget er horisontalt delt i to lige felter, rødt øverst og sort nederst. På midten er en femtakket stjerne, en del af et tandhjul og en kniv (machete) i gult. Det røde symboliserer frigøringskampen, og det sorte en uafhængig afrikansk nation. Kniven symboliserer landbruget, mens tandhjulet symboliserer landets industri. Stjernen står for internationalisme og fremskridt. De fem takker i stjernen symboliserer enhed, frihed, retfærdighed, demokrati og fremskridt.
Frigørelsesbevægelsen MPLA's flag lignede nationalflaget, bortset fra, at det ikke havde kniven og tandhjulet, mens stjernen var større.
| Flag | Spire Denne artikel om flag eller vexillologi er en spire som bør udbygges. Du er velkommen til at hjælpe Wikipedia ved at udvide den. |